# Church of God General Conference
Church of God General Conference (COGGC) är en adventistkyrka som bildades 1921 i Waterloo, Iowa av representanter från en rad lokala församlingar med namn som Church of God of the Abrahamic Faith och Church of the Blessed Hope.
Fruktlösa försök att ena dessa hade gjorts redan 1888 men så småningom beslutade alltså majoriteten av församlingarna att bilda COGGC medan minoriteten enades i Church of the Blessed Hope (CGAF).
COGGC har sitt högkvarter i Morrow i Georgia, USA där man utger tidskriften The Restitution Herald. Kyrkan har omkring 5 000 medlemmar i ett hundratal församlingar i sju länder, i fyra världsdelar; Nordamerika, Sydamerika, Afrika och Asien.

## Lära
COGGC lär bland annat att Jesus inte existerat före sin födelse som människa på jorden, att Jesus snart ska återkomma för att regera jorden och att Guds löften till Abraham kommer att uppfyllas bokstavligt.
Till skillnad från sin lärofader Benjamin Wilson (ifrån CGAF i Kristadelfianer) tillämpar kyrkan öppet nattvardsfirande, tror på en personlig djävul och lär att alla människor till slut kommer att bli frälsta.